# Embia lecerfi
Embia lecerfi is een insectensoort uit de familie Embiidae, die tot de orde webspinners (Embioptera) behoort. De soort komt voor in Marokko.
Embia lecerfi is voor het eerst wetenschappelijk beschreven door Ross in 1966.